# Castello di Brechin
Il castello di Brechin (in inglese: Brechin Castle) è uno storico edificio della cittadina scozzese di Brechin, nell'Angus (Scozia centro-orientale), realizzato nella forma attuale a partire dagli inizi del XVIII secolo in sostituzione di una fortezza originaria risalente almeno XIII secolo. Fu per 250 anni la residenza della famiglia Dalhousie, appartenente al clan Maule di Panmure.
Il castello è classificato come edificio di primo grado.

## Descrizione
Il castello si trova all'interno di una tenuta della superficie complessiva di 55.000 acri ed è circondato da un giardino di 40 acri, considerato uno dei più bei giardini privati della Scozia.
L'edificio incorpora parti della fortezza originaria del XIII secolo.

Il castello è a pianta quadrangolare. a tre piani.
La parte più antica è rappresentata dalle cucine.

## Storia
Della fortezza originaria si hanno notizie sin dal 1296, quando re Edoardo I fu ricevuto da John Baliol.
La tenuta su cui sorgeva questa fortezza fu venduta nel 1643 dal signore di Mar a Patrick Maule, primo signore di Panmure. La tenuta comprendeva anche il castello, che a quel tempo aveva una forma a L a tre piani.
L'edificio preesistente fu fatto trasformare in una residenza dal quarto signore di Panmure. Il progetto fu affidato all'architetto Alexander Edward.
Quando però il quarto signore di Panmure partecipò alle ribellioni del 1715, in seguito alle quali fu costretto all'esilio in Francia, anche il castello cessò di essere di proprietà di quella famiglia. Tuttavia la moglie del quarto signore di Panrule ottenne l'affitto dai nuovi proprietari, la York Buildings Company, cosicché la famiglia rimase ad abitarvi anche in seguito.
|  |

Agli inizi del XX secolo, fu aggiunto il giardino privato.